# Satchelliella sziladyi
Satchelliella sziladyi és una espècie d'insecte dípter pertanyent a la família dels psicòdids que es troba a Europa: Hongria.